# Leonhardt Holzapfel

Kaiser Ebersdorf, Handzeichnung von Wolfgang Wilhelm Prämer

Portal 1618 von Kaisersteinbrucher Meistern errichtet

Leonhardt Holzapfel (auch Holzäpfl genannt; † 19. März 1620 in Wiener Neustadt) war ein italienischer Steinmetzmeister. Er war Hofsteinmetzmeister unter den Kaisern Matthias und Ferdinand II.

## Leben
Im Meisterbuch des Wiener Neustädter Steinmetzhandwerkes des Jahres 1617 sind die Namen der Steinmetzen der Kaisersteinbrucher Viertellade dokumentiert:Antonius Crivelli, Ulrich Payos: Leonhardt Holzäpfl. Pietro de Magistris, Nicola de Novo, Andre Ruffini und Antonius Bregno.

## Bericht für die niederösterreichischen Herren 1618
Im Bericht des Rentmeisters Johann Miller an die niederösterreichische Regierung vom 20. Februar 1618 beschreibt er auch die Arbeitsbedingungen im kaiserlichen Steinbruch und zählt die Namen der Meister auf (Auszug):

„… das Gesinde, das sich in dem Steinbruch aufhält, lebt von der Arbeit bei diesen sechs Meistern. Ulrich Payos, Pietro de Magistris, Leonhardt Holzäpfl, Nicolae di Novo, Andre Ruffini und Antonius Bregno. Sie sind alle Welsche, darunter vier Meister Ihrer Kaiserlichen Majestät. Für den Fall, dass Ihre Majestät ihrer bedürftig, sind sie schuldig, alle anderen Arbeiten beiseite zu legen und Ihrer Majestät Sachen zu befürdern. Wie sie anjetzt auf Ebersdorf ein Haupttor führen …“